# Racek (Chlístov)
Racek (Duits: Ratzek) is een Tsjechische plaats in de gemeente Chlístov in de regio Midden-Bohemen en maakt deel uit van het district Benešov. Het dorp ligt op ongeveer 0,5 kilometer afstand van Chlístov en op 4 kilometer afstand van de stad Benešov.
Racek telt 140 inwoners (2021).

## Geografie
Racek ligt aan de Konopišťskýbeek.

## Verkeer en vervoer

### Autowegen
Er leidt een regionale weg naar het dorp.

### Spoorlijnen
Er is geen station in Racek. Het dichtstbijzijnde station is in Benešov, op zo'n 4 kilometer afstand.

### Buslijnen
De volgende buslijn halteert in de buurt van het dorp:
| Halte           | Lijn | Traject                  | Vervoerder   |
| --------------- | ---- | ------------------------ | ------------ |
| Chlístov, Racek | 752  | Jílové u Prahy - Benešov | CŠAD Benešov |

## Galerij

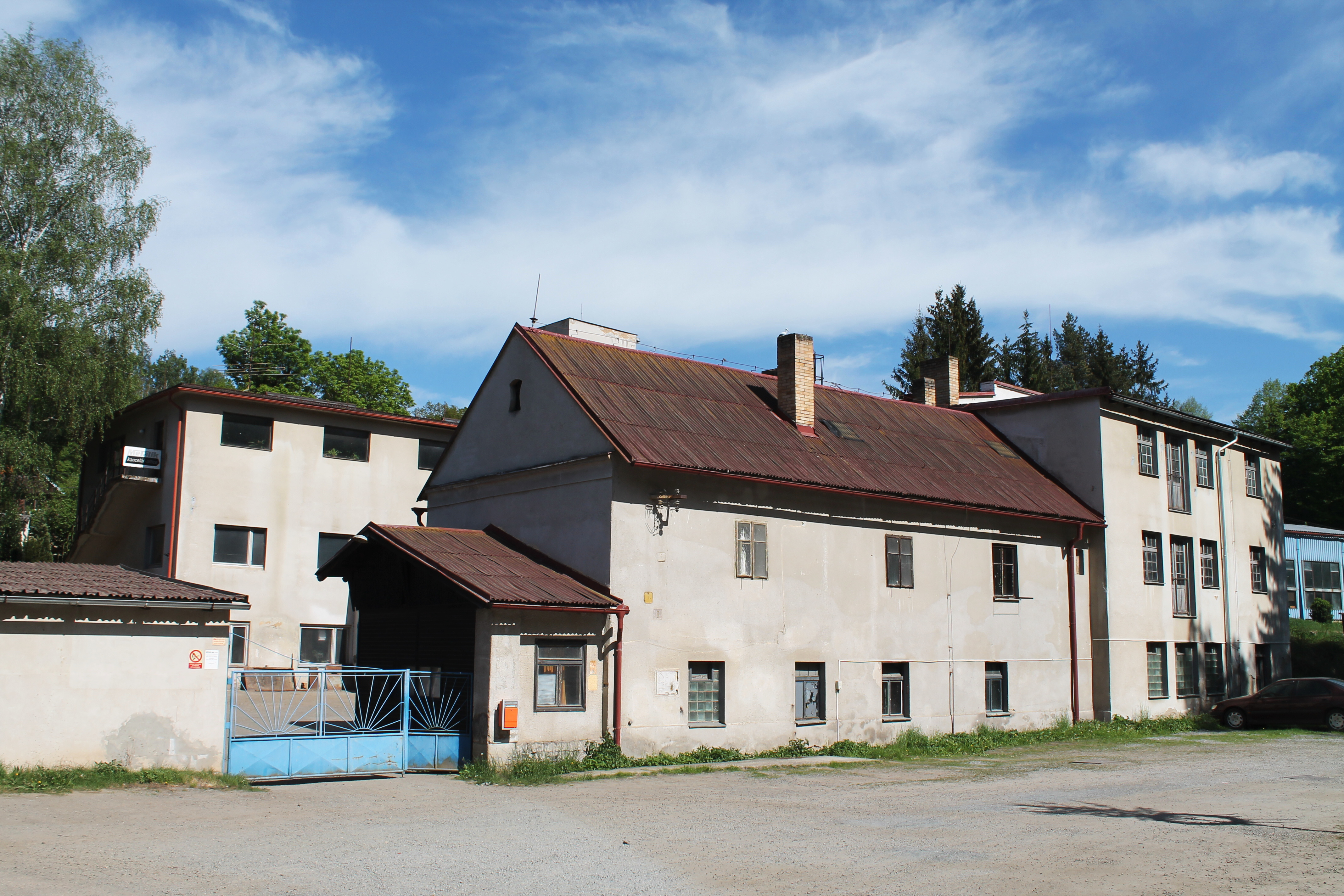
Bedrijfspand in het dorp (2018)
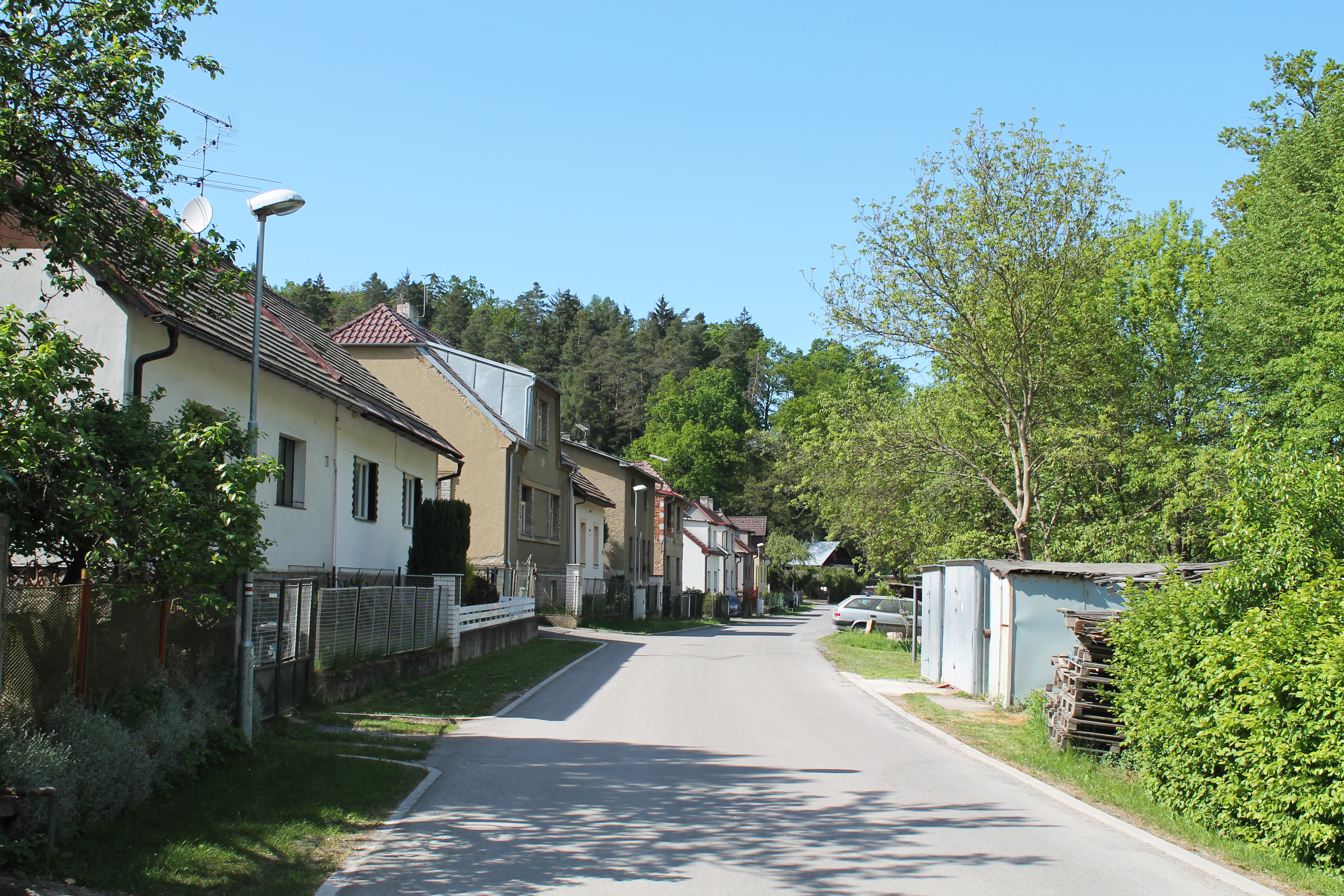
Straat in het dorp (2018)
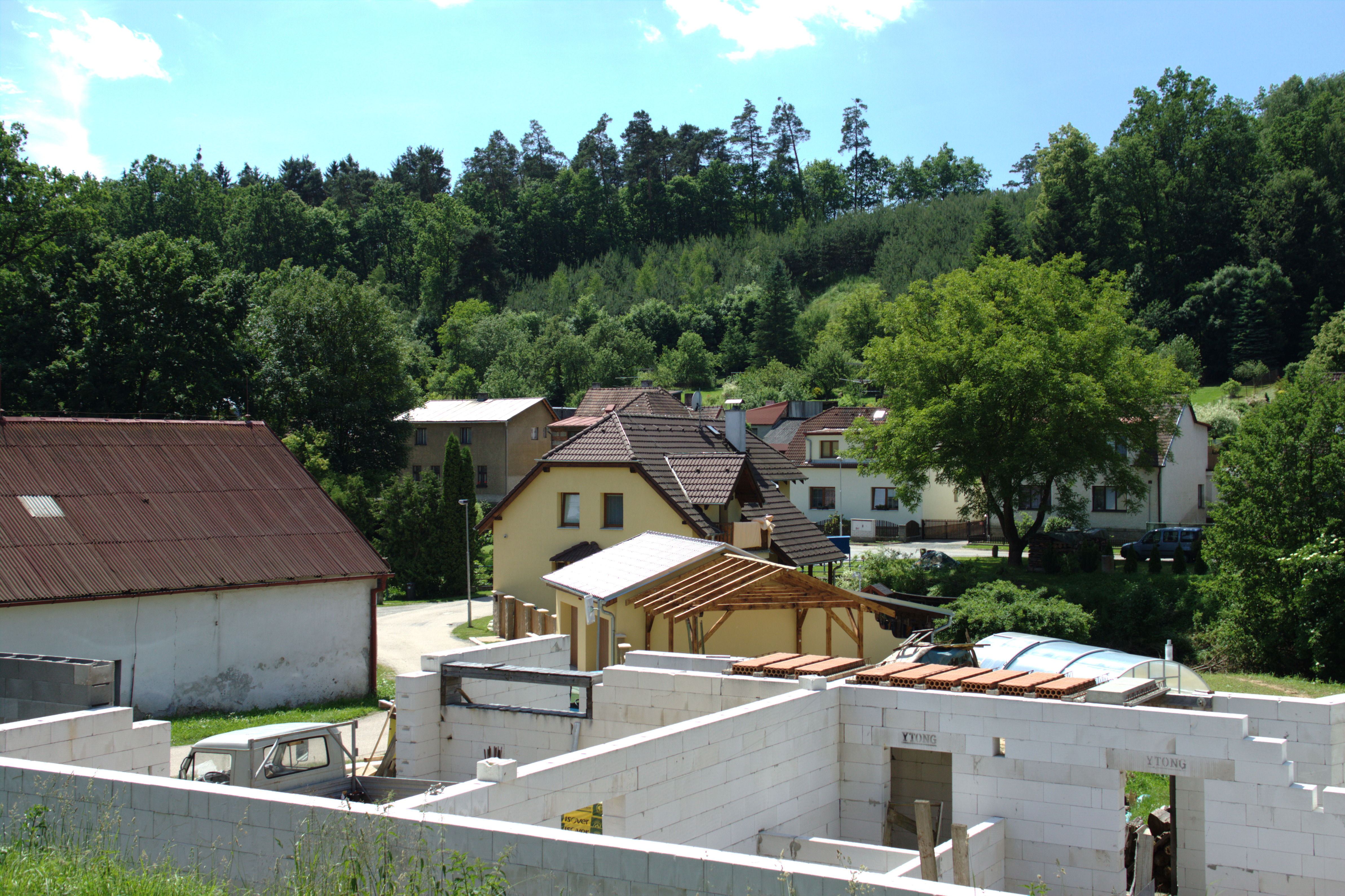
Uitzicht over de huizen (2013)
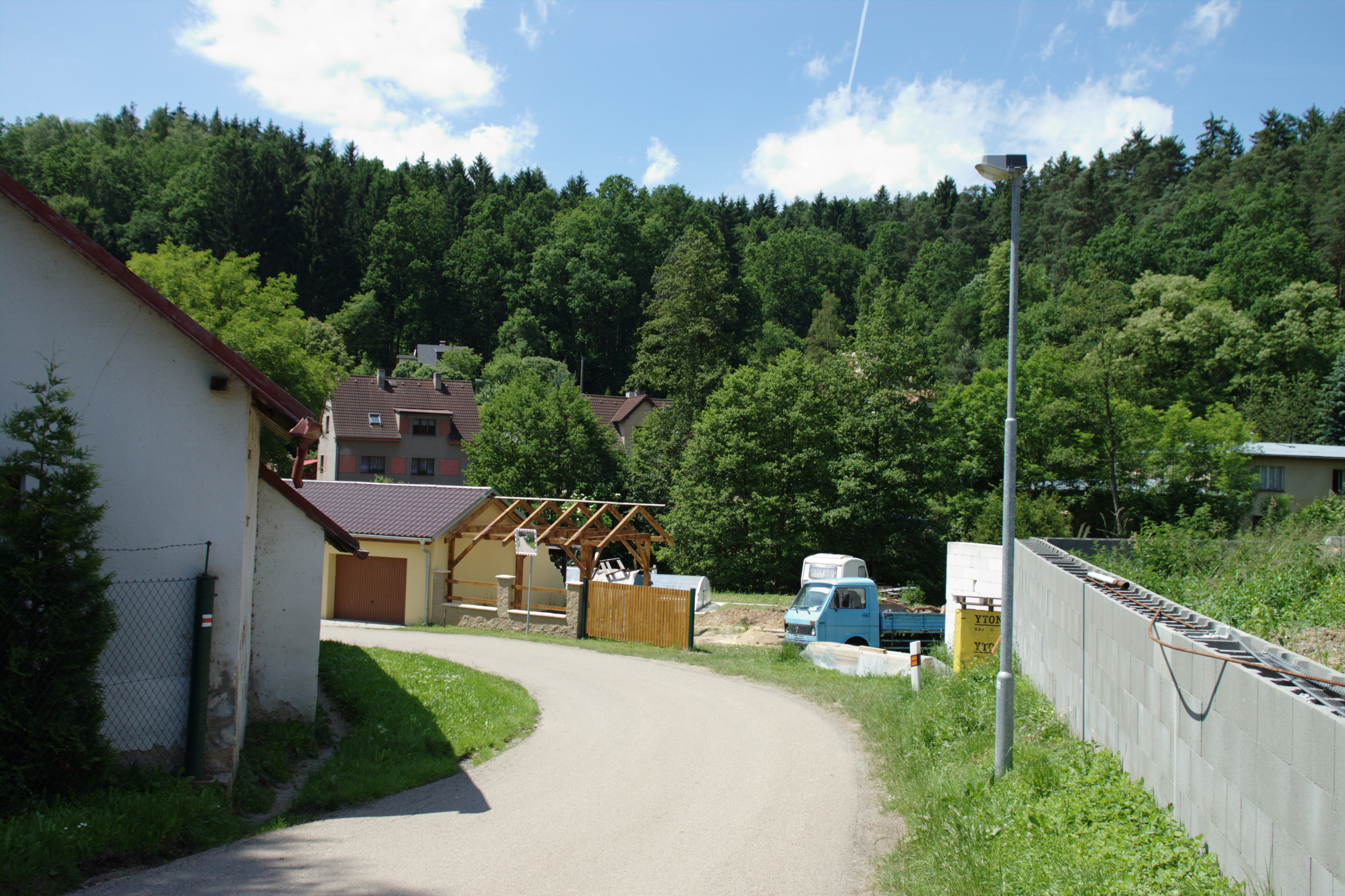
Weg door het dorp (2013)
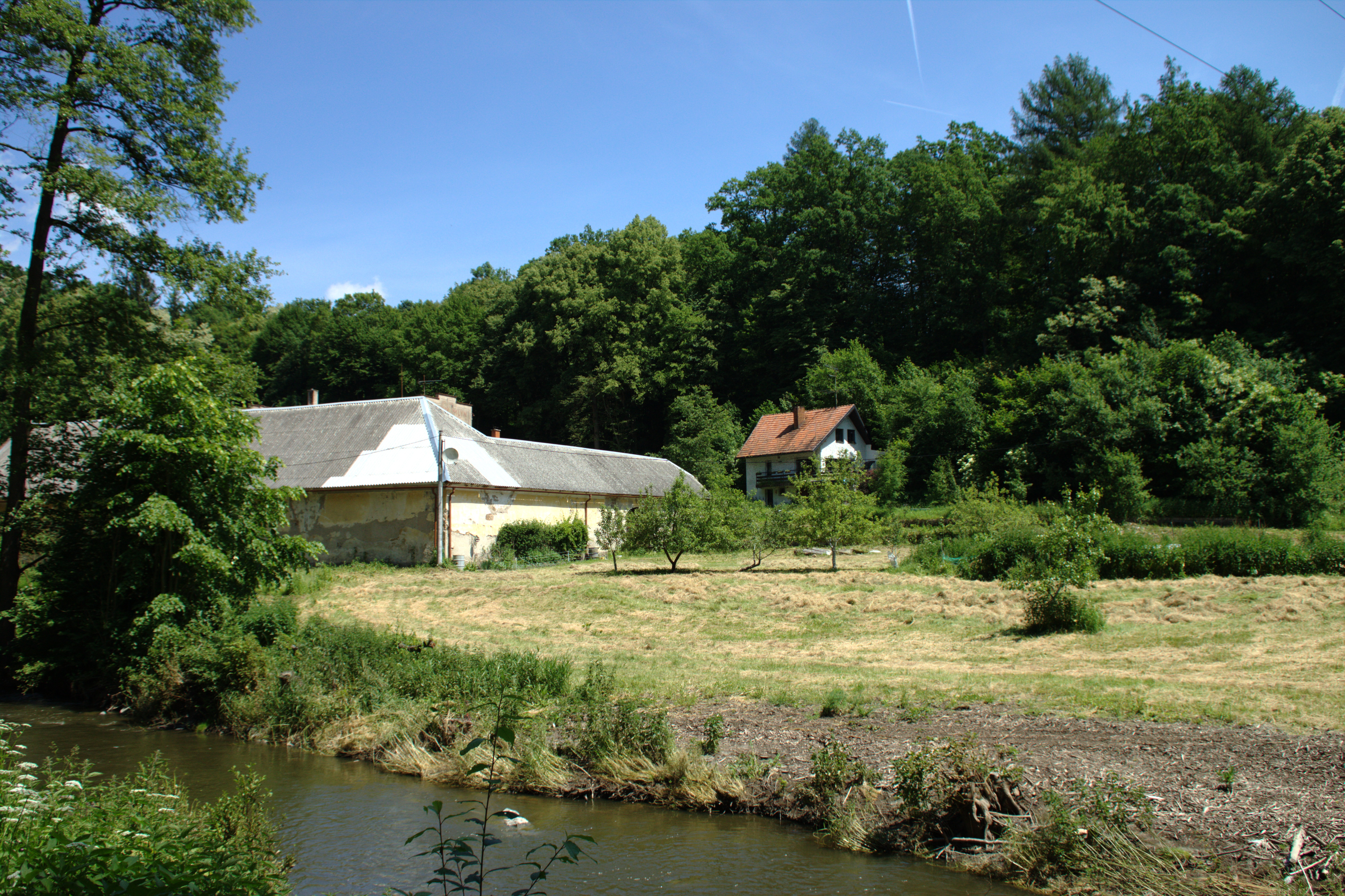
Konopišťskýbeek (2013)